# Sistema supergaláctico de coordenadas
Coordenadas Supergalácticas são coordenadas em um sistema esférico que foi concebido para ter seu equador alinhado com o plano supergaláctico, uma grande estrutura no universo local formada pela distribuição preferencial de aglomerados de galáxias próximas (como o Aglomerado de Virgem, o Grande Atrator e o Complexo de Superaglomerados Peixes-Baleia) no sentido de um plano (bidimensional) . O plano supergaláctico foi reconhecido por Gerard de Vaucouleurs , em 1953, a partir do Catálogo Shapley-Ames, embora uma distribuição achatada de nebulosas havia sido observado por William Herschel mais de 200 anos antes.
Por convenção , latitude supergaláctica e longitude supergaláctica são geralmente indicados por SGB e SGL, respectivamente, por analogia, a B e L convencionalmente usado para coordenadas galácticas (b e l). O ponto zero para longitude supergaláctica é definida pela intersecção deste plano com o plano galáctico.